# Gilbert Glaus
Gilbert Glaus (Chiètres, 3 december 1955) is een voormalig Zwitsers wielrenner. In 1983 behaalde hij een ritzege in de Ronde van Frankrijk; een jaar later won hij de 'rode lantaarn' door als laatste te eindigen in het eindklassement van diezelfde ronde.

## Belangrijkste overwinningen
1977
- Giro del Mendrisiotto
- Eindklassement Grand Prix Willem Tell

1978
- Wereldkampioen op de weg, Amateurs

1979
- Stausee Rundfahrt Klingnau

1980
- Giro del Mendrisiotto

1981
- Giro del Mendrisiotto
- Stausee Rundfahrt Klingnau

1982
- 7e etappe deel A Dauphiné Libéré
- Zwitsers kampioen op de weg, Elite
- 3e etappe Ster van Bessèges
- Proloog Ronde van de Middellandse zee
- 2e etappe Ronde van de Middellandse zee
- 5e etappe deel A Ronde van de Middellandse zee
- 4e etappe deel A Ronde van Romandië

1983
- 7e etappe deel A Dauphiné Libéré
- GP de Cannes
- Hegiberg-Rundfahrt
- 22e etappe Ronde van Frankrijk
- Proloog Ster van Bessèges
- Proloog Ronde van de Middellandse zee

1986
- GP de Cannes
- Proloog Ster van Bessèges
- Bordeaux-Parijs

1987
- Proloog Ster van Bessèges
- Trofeo Laigueglia

1989
- Stausee Rundfahrt Klingnau

1992
- Stausee Rundfahrt Klingnau

## Resultaten in voornaamste wedstrijden
| Jaar | Ronde van Italië | Ronde van Frankrijk | Ronde van Spanje |
| ---- | ---------------- | ------------------- | ---------------- |
| 1982 |                  | 105e                |                  |
| 1983 |                  | 85e (1)             |                  |
| 1984 | opgave           | 124e (laatste)      |                  |
| 1985 | opgave           |                     |                  |
| 1986 |                  | opgave              |                  |
| 1987 |                  | opgave              |                  |

| Jaar | Milaan-San Remo | Gent-Wevelgem | Parijs-Roubaix | Ronde van Lombardije | Parijs-Tours | Kuurne-Brussel-Kuurne |  | WK op de weg |
| ---- | --------------- | ------------- | -------------- | -------------------- | ------------ | --------------------- |  | ------------ |
| 1982 |                 |               |                |                      | 80e          |                       |  | 40e          |
| 1983 | 63e             |               |                | 6e                   | 17e          |                       |  | 45e          |
| 1984 |                 |               |                |                      | 53e          |                       |  |              |
| 1985 |                 |               |                |                      |              |                       |  |              |
| 1986 | 37e             |               |                |                      | 28e          | 8e                    |  |              |
| 1987 | 140e            | 52e           | 31e            |                      | 9e           | 8e                    |  | 31e          |